# Amsacta melanogastra
Amsacta melanogastra là một loài bướm đêm thuộc phân họ Arctiinae, họ Erebidae.